# المقاومة الثقافية
المقاومة الثقافية هي شكل من أشكال النضال الذي يستخدم الوسائل الثقافية والفنية للحفاظ على الهوية الوطنية والتصدي لمحاولات الطمس والاستلاب التي تمارسها القوى الاستعمارية أو الاحتلالية. تشمل هذه المقاومة استخدام الأدب، والفنون، والتعليم، واللغة، والتراث الشعبي كأدوات للتعبير عن الرفض والتمسك بالهوية.

## المفهوم
يُعرّف الباحثون المقاومة الثقافية بأنها "تعبير عن الرفض للهيمنة الثقافية من خلال التمسك بالهوية الوطنية واستخدام الأدوات الثقافية كوسائل للنضال". وتُعد هذه المقاومة جزءًا لا يتجزأ من الصراع الأوسع ضد الاحتلال أو الاستعمار، حيث تسعى للحفاظ على الذاكرة الجمعية والهوية الثقافية.

## أشكال المقاومة الثقافية
تتعدد أشكال المقاومة الثقافية وتشمل:
- الأدب المقاوم: مثل الروايات، والقصائد، والمسرحيات التي تعبر عن معاناة الشعوب تحت الاحتلال وتحث على الصمود.
- الفنون التشكيلية: التي تصور الواقع المعاش وتعبر عن الرفض للهيمنة الثقافية.
- التراث الشعبي: من أغانٍ، ورقصات، وأمثال شعبية تعكس الهوية الوطنية.
- اللغة: التمسك باللغة الأم في مواجهة محاولات فرض لغات المستعمر.
- التعليم: تطوير مناهج تعليمية تعزز القيم الوطنية وتناهض الخطاب المفروض.

## أهمية المقاومة الثقافية
تلعب المقاومة الثقافية دورًا حيويًا في:
- الحفاظ على الهوية الوطنية: من خلال التمسك بالتراث واللغة والعادات.
- تعزيز الصمود: عبر التعبير عن المعاناة والأمل في الأعمال الثقافية.
- مواجهة الهيمنة الثقافية: بالتصدي لمحاولات فرض ثقافة المستعمر.

## المقاومة الثقافية في فلسطين
في فلسطين، تُعد المقاومة الثقافية جزءًا أساسيًا من النضال ضد الاحتلال الإسرائيلي. استخدم الفلسطينيون الأدب، والفن، والموسيقى، والرقصات الشعبية كوسائل للتعبير عن هويتهم الوطنية ورفضهم للاحتلال. وقد أكد وزير الثقافة الفلسطيني على أهمية الحفاظ على التراث الثقافي كجزء من المعركة مع الاحتلال.

## المقاومة الثقافية في الجزائر
خلال فترة الاستعمار الفرنسي للجزائر (1830-1962)، لعبت المقاومة الثقافية دورًا محوريًا في الحفاظ على الهوية الوطنية. استخدم الجزائريون الأدب، والفن، والتعليم كوسائل لمقاومة محاولات الفرنسة وطمس الهوية العربية الإسلامية.

## وصلات خارجية
- المقاومة الثقافية: قراءة في المفهوم
- وزير الثقافة الفلسطيني: الحفاظ على تراثنا جزء من معركتنا مع الاحتلال